# 22082 Rountree
22082 Rountree este un asteroid din centura principală de asteroizi.

## Descriere
22082 Rountree este un asteroid din centura principală de asteroizi. A fost descoperit pe 8 ianuarie 2000 la Socorro, New Mexico, în cadrul proiectului LINEAR. Asteroidul prezintă o orbită caracterizată de o semiaxă mare de 2,66 ua, o excentricitate de 0,20 și o înclinație de 3,7° în raport cu ecliptica.